# Divinità cornute
Le divinità cornute, ovvero dei dotati di corna o palchi, appaiono in varie culture antiche e moderne. 

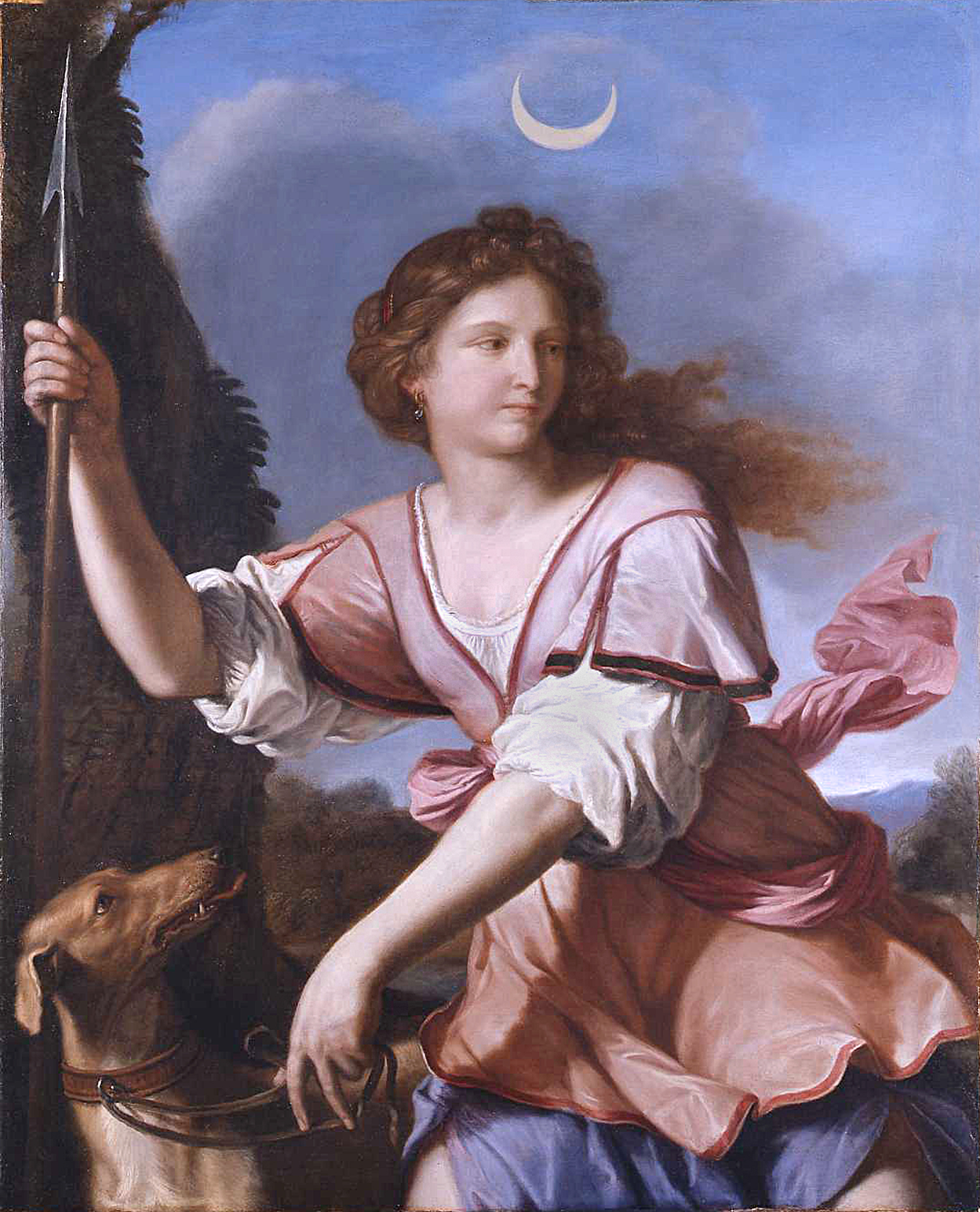
La dea Diana, tradizionalmente associata nei culti contadini alla Luna, la cui falce poteva essere assimilata all'aspetto di due corna come in questo quadro del Seicento di Guercino

## Storia
Dio Cornuto è un termine moderno per un dio sincretico sviluppatosi nel corso del tempo e derivante dall'unione, di antiche divinità come Cernunnos, un dio cornuto dei Celti, con le divinità greco-romane Pan e Dioniso. Questa combinazione di dei produsse una divinità attorno alla quale secondo alcuni miti, si radunarono i pagani, coloro che scelgono di non convertirsi al cristianesimo. Secondo questa mitologia, questa divinità fornì il prototipo per i successivi concetti cristiani del Diavolo e i suoi adoratori furono considerati dalla Chiesa come streghe e stregoni. Nella religione Wicca, il Dio Cornuto e la sua controparte, la Dea triplice sono le principali divinità venerate.
Il "Dio Cornuto" è ancora venerato da alcuni neopagani moderni, in particolare i Wiccan, che lo hanno collegato con un'ampia varietà di divinità della natura presi da varie mitologie, inclusi l'inglese Herne il Cacciatore, l'egizio Osiride, il pre-vedico Pashupati e il Fauno romano. Tutte queste divinità maschili sono viste come provviste di corna e di un'associazione alla natura. Molte figure dal folklore britannico, anche se normalmente descritti senza corna, sono considerati nondimeno correlati: Puck, Robin Goodfellow e il Green Man.
Il mito di questa figura sincretica di un Dio Cornuto, centrale per un culto delle streghe, fu suggerita da Jules Michelet in La Sorcière (1862); queste idee furono espanse da Margaret Murray nel The Witch-cult in Western Europe (Il culto delle streghe nell'Europa Occidentale, 1921), che avanzò la tesi di un culto pagano unico sopravvissuto all'avvento del cristianesimo. Da allora molti importanti aspetti della tesi sono stati screditati e l'idea di una resistenza pagana clandestina altamente organizzata che persisteva nel periodo pre-moderno è considerata una fantasia. Nonostante la diffusa disapprovazione per questa tesi, va però sottolineato che alcune sue intuizioni sono considerate ora corrette e la maggior parte degli storici della stregoneria concordano che le credenze e le pratiche originarie del paganesimo sopravvissero nell'età pre-moderna e che il conflitto tra tali credenze e il cristianesimo aiutò ad accelerare la caccia alle streghe in Europa. Per paradosso fu proprio l'opera dell'inquisizione cristiana a raccogliere ed appiattire dentro un unico fantomatico culto diabolico, tutte le variegate sopravvivenze di origine pagana che andava perseguitando ed estirpando.
Un noto oppositore dell'idea di un Dio Cornuto pagano associato con la stregoneria è lo storico di Neopaganesimo Ronald Hutton, il quale sostiene che le credenze pagane sono morte molto tempo prima dell'epoca dei processi alle streghe e crede che la figura del Dio Cornuto sia un'invenzione sincretica moderna di Michelet e Murray.

## Sviluppo dell'idea

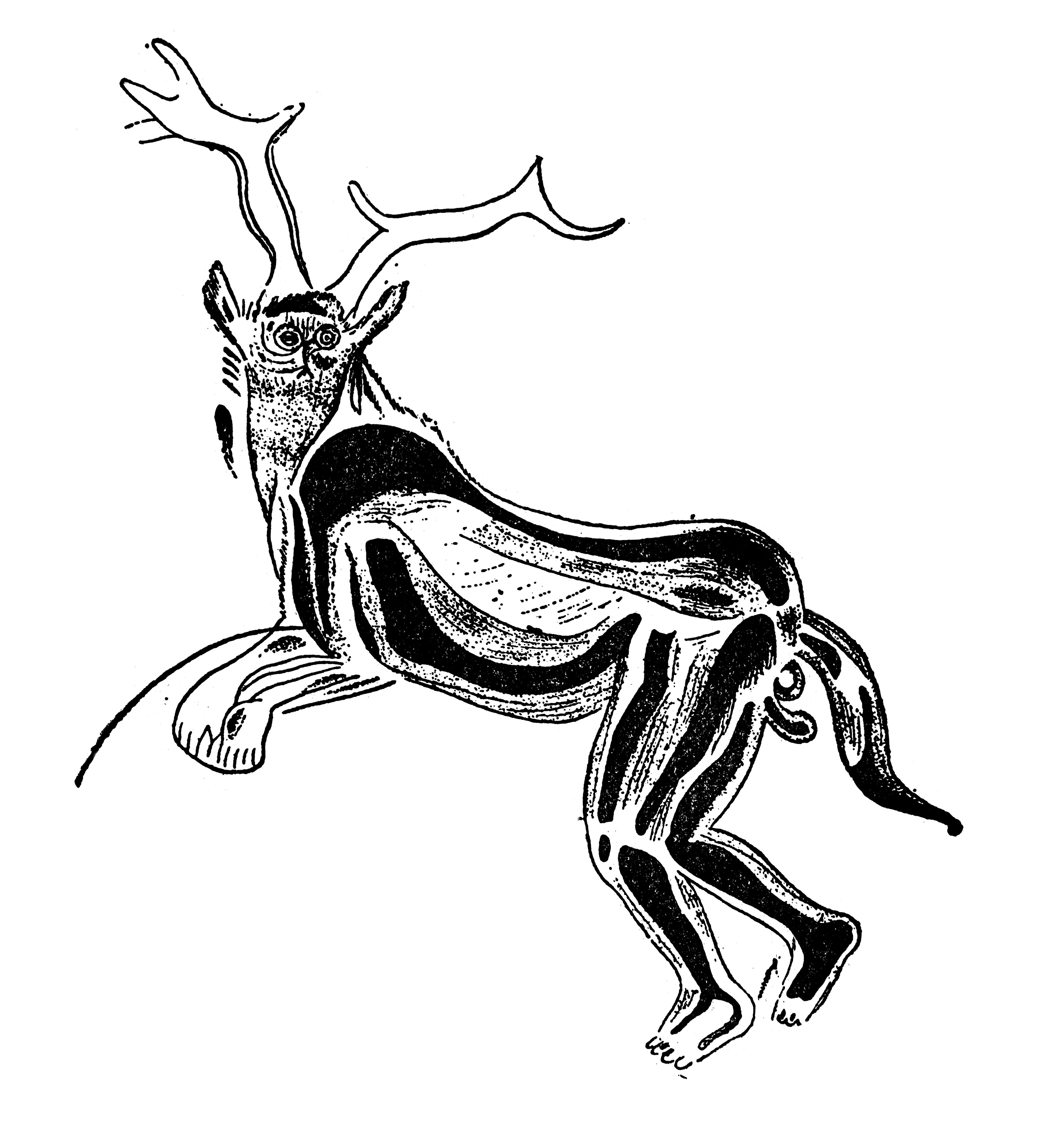
Lo stregone o sciamano preistorico, nella grotta dell'Ariege, risalente al 13.000 a. C.

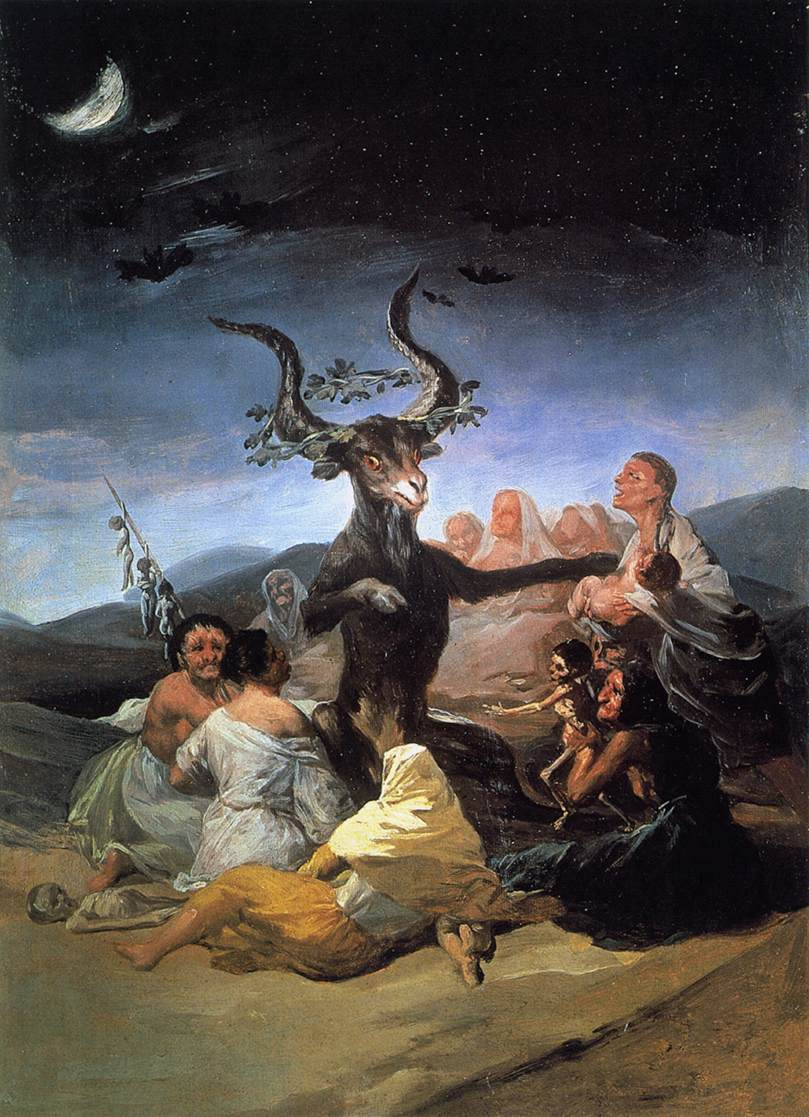
Sabbat di Francisco de Goya, (1789)

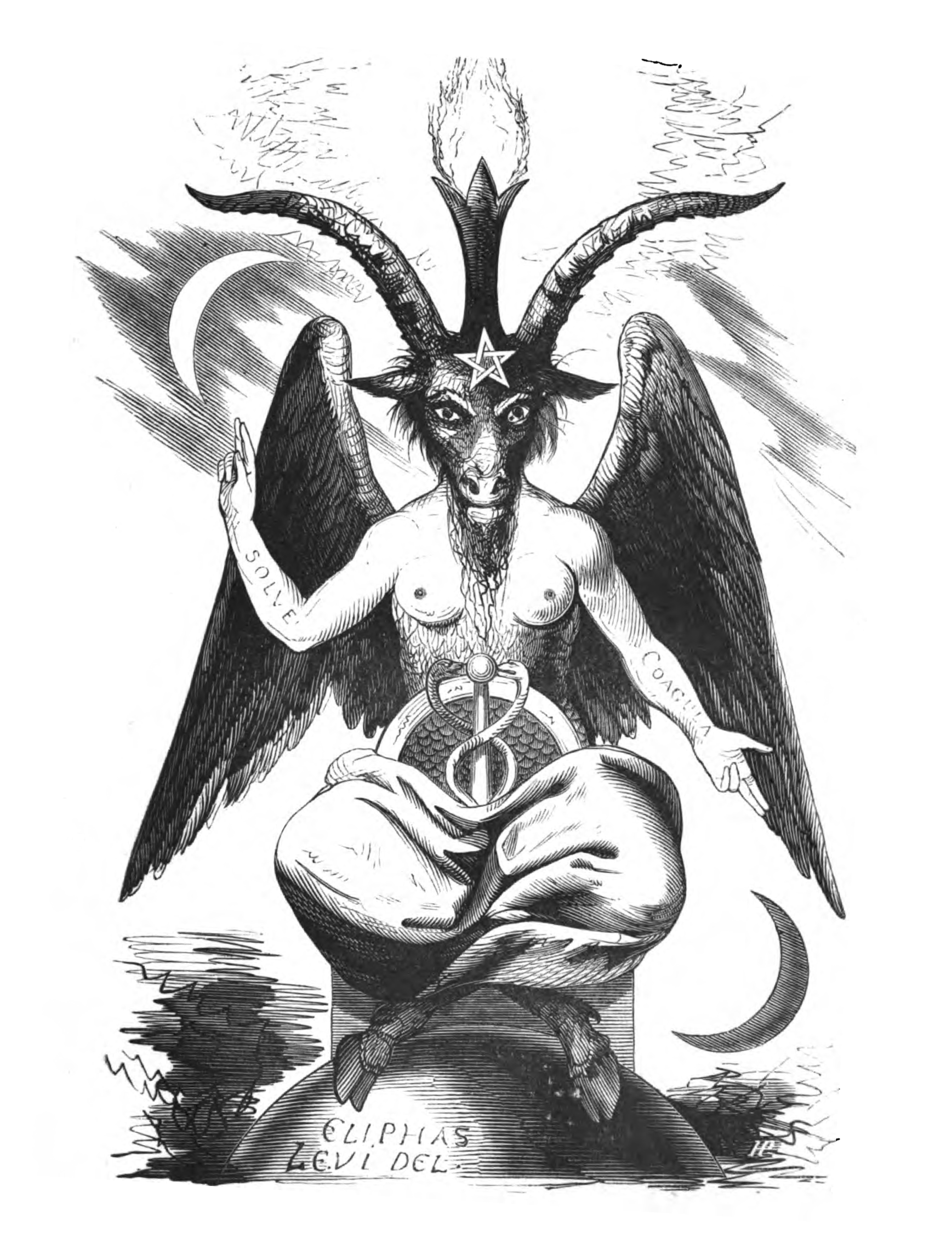
Illustrazione di Baphomet di Eliphas Lévi, nel suo Dogme et Rituel de la Haute Magie, 1855, accompagnava il primo suggerimento di un antico dio cornuto reso clandestino dalla diffusione del Cristianesimo.

Attraverso la storia, molte divinità pagane e figure folkloristiche sono state descritte come provviste di corna e caratteristiche animali, simili a capre o cervi. Un dipinto rupestre chiamato "Lo Stregone" trovato in Francia rappresenta una figura metà uomo, metà cervo, anche se potrebbe rappresentare uno sciamano che sta svolgendo un rituale.
Il dio celtico conosciuto come Cernunnos dai Romani-Gallici aveva le corna di un cervo ed era associato alla fertilità. Il personaggio cornuto nel folclore inglese conosciuto come Herne the Hunter (Herne il Cacciatore) potrebbe essere stato originato da Cernunnos. Nella Grecia antica il dio con zampe di capra Pan era venerato e venne associato a Fauno del pantheon romano. Sempre nella mitologia greca, Dioniso era dotato di piccole corna da capretto, mentre lo Zeus dell'oracolo di Ammone veniva raffigurato con corna di ariete. In India, un dio cornuto chiamato Pashupati ("il signore degli animali") era visto come epiteto per il dio Shiva.
L'idea che tutte queste immagini cornute fossero di divinità e che rappresentavano manifestazioni di un singolo Dio Cornuto, e che il Cristianesimo ha cercato di sopprimere la sua venerazione associandolo con Satana, si sviluppò originariamente nei circoli occultisti alla moda di Inghilterra e Francia nel XIX secolo. La famosa illustrazione di Bafometto di Eliphas Lévi, nel suo Dogme et Rituel de la Haute Magie del 1855 (basata sul dipinto della Sabba delle Streghe di Goya del 1789) accompagnò i primi suggerimenti in questa direzione. L'immagine di "Bafometto" di Levi è riflessa nella maggior parte dei dipinti del Diavolo fatti da allora. Il simbolismo è tratto dalla carta Diable dei Tarocchi di Marsiglia del XVII e XVIII secolo: con ali di pipistrello, cornuto e ungulato con seni femminili, posato su di un globo; Levi aggiunse il Caduceo di Mercurio nel suo inguine, spostò la torcia fiammeggiante per incoronare la sua testa e lo fece gesticolare verso la falce di luna.
Questa non era un'immagine malvagia, contestò Levi, ma un dio del vecchio mondo, reso clandestino e condannato come una figura della stregoneria dal cristianesimo ostile. Margaret Murray raccolse questo suggerimento e lo fuse con un adattamento delle antropologie culturali di James Frazer per definire un dio della fertilità pan-europeo. Dove Frazer vide folklore moderno e i relativi costumi come rituali agricoli dimenticati, autori come Murray e i suoi contemporanei alla Folklore Society lo videro come una prova della sopravvivenza di un culto della fertilità, una tradizione segreta resa clandestina e soppressa dal cristianesimo.
Margaret Murray selezionò e modificò pesantemente le fonti in modo da promuovere l'idea che le streghe che andavano ad incontrare Satana nei boschi erano effettivamente rappresentanti di un sopravvissuto culto pan-europeo della fertilità che venerava un Dio Cornuto. Questi temi diedero forma sia all'immagine popolare del Diavolo che al concetto moderno del Dio Cornuto riverito oggi da alcuni gruppi neopagani (come Wicca). Le teorie della Murray sono state poi screditate a causa della sua scelta delle prove anche se la sua influenza è persistita a lungo, in parte a causa del fatto di aver portato le proprie teorie nella Encyclopædia Britannica.
Come detto, la tesi della Murray, relativa ad un unico culto pagano clandestino a livello continentale, è stata in larga parte smentito dagli studiosi. È stata però al contrario dimostrata invece la presenza sotto traccia, fin oltre le soglie dell'età moderna, di credenze o culti di origine pagana, presenti in varie parti d'Europa e con alcuni punti di contatto tra di loro (a questo proposito si guardi alle opere dell'antropologo Carlo Ginzburg). Tutte queste sopravvivenze pagane, non solo vennero perseguitate ed estirpate con violenza dalla Chiesa e dall'Inquisizione, ma furono da queste istituzioni descritte, raccolte, appiattite, accomunate e spesso travisate e distorte come appartenenti tutte a un unico indifferenziato culto malefico delle streghe verso il demonio, da cui forse è poi derivata la grande svista presa dall'antropologa Murray nel formulare la sua celebre tesi.

## Associazioni

### Boschi, animali, caccia
Margaret Murray associò il Dio Cornuto con boschi, animali selvatici e caccia. Egli è stato anche associato con la virilità maschile e la sessualità, principalmente l'eterosessualità, ma anche con l'omosessualità.

### Satana
L'immagine di Satana come un mostro simile a una capra cornuta e ungulata è comune in tutte le descrizioni dei Sabba delle streghe dal Medioevo (si veda l'illustrazione) al XVII secolo (per esempio nel libro illustrato Tableau de l'inconstance des mauvais anges et demons di Pierre de Lancre del 1612), accanto ad altri vari dipinti del Diavolo dove era spesso descritto come un uomo vestito di nero, un cane o una sinistra capra. Quando dipinto come figura composita umana/animale, il diavolo aveva spesso ali di pipistrello, gli artigli di un rapace e così via. L'aggiunta della forca, che spesso accompagna le immagini moderne del diavolo non divenne popolare sino al XIX secolo.
Secondo Murray, dopo il regno di Enrico VIII fu pratica comune accusare i nemici politici di essere in combutta con il "pessimo amico" che appariva a loro in forma umana cornuto come un toro o un cervo.

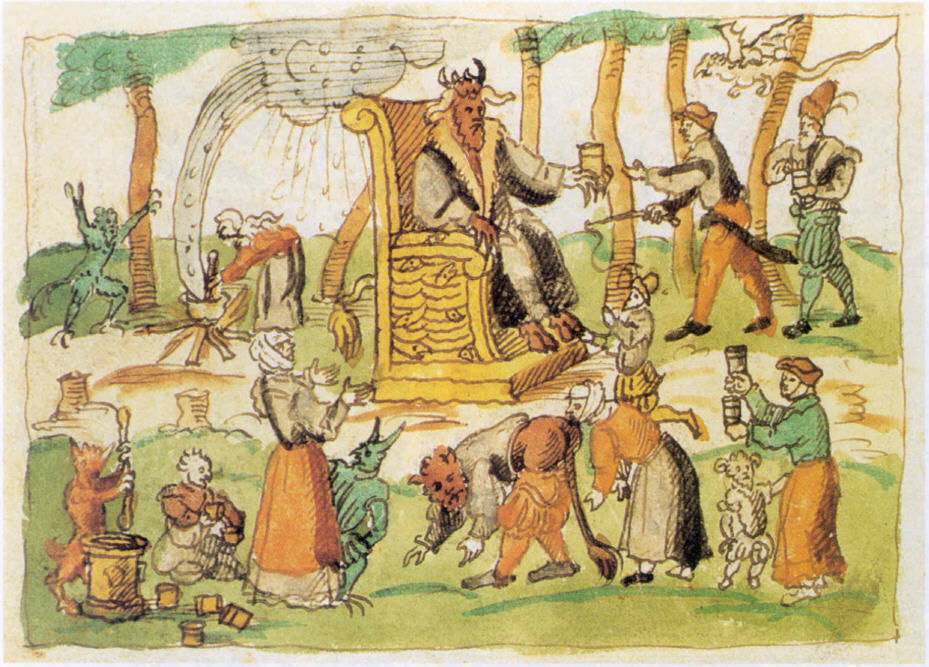
Rappresentazione delle raccolte della Sabba dalle cronache di Johann Jakob Wick (1560–1587).

## Wicca
Nella religione Wicca, pubblicizzata per la prima volta nel 1954, il Dio Cornuto è riverito come il compagno e/o il figlio della Dea (descritta solitamente come Grande Madre o Dea triplice). Secondo Gerald Gardner la Wicca è un sopravvissuto moderno di un'antica religione pagana pan-europea che venne resa clandestina durante il periodo dei processi alle streghe. Come tale la Dea e il Dio Cornuto (la "Signora" e il "Signore") della Wicca sono supposti essere antiche divinità tribali di questa fede. Tuttavia è accertato che la religione si sia originata nella prima metà del XX secolo e lo stesso Gardner afferma di avere ricostruito i riti da frammenti, incorporando elementi dal folclore inglese come Murray (si veda sopra) e influenze contemporanee come il Hermetic Order of the Golden Dawn ("Ordine Ermetico dell'Alba Dorata"), dando così origine a questo mito di fondazione della Wicca.
Nella Wicca "Il Dio Cornuto" potrebbe riferirsi individualmente a un qualsiasi dio di una moltitudine provenienti da differenti culture (come Cernunnos o Pan o Dioniso) o a un archetipo universale che molti wiccan pensano tale dio rappresenti. In contesti successivi ci si riferisce a lui come al "Grande Dio" o al "Grande Padre", che mette incinta la Dea e muore poi durante i mesi autunnali e invernali per poi rinascere in primavera.